# Садовий (Ровеньківський район)
Садовий — селище в Україні, в Антрацитівській міській громаді Ровеньківського району Луганської області. Населення становить 240 осіб. Орган місцевого самоврядування — Боково-Платівська селищна рада.
На південній околиці селища розташована гідрологічна пам'ятка місцевого значення Чеховська криниця.

## Населення

### Мова
Розподіл населення за рідною мовою за даними перепису 2001 року:
| Мова       | Кількість | Відсоток |
| ---------- | --------- | -------- |
| російська  | 198       | 82.5%    |
| українська | 42        | 17.5%    |
| Усього     | 240       | 100%     |

| Україна | Це незавершена стаття з географії України. Ви можете допомогти проєкту, виправивши або дописавши її. |

1. ↑  Рідні мови в об'єднаних територіальних громадах України — Український центр суспільних даних